# Elbickerode
Elbickerode gehört zusammen mit den Gutshöfen bzw. Siedlungen Appenrode, Sennickerode und Vogelsang zur Gemarkung von Bremke, einem Ortsteil der Gemeinde Gleichen im Landkreis Göttingen in Südniedersachsen.

## Geografie und Verkehrsanbindung
Der Ort liegt südöstlich des Kernortes Bremke an der Landesstraße L 568 und am unweit westlich fließenden  Wendebach. Unweit westlich verläuft auch die Landesgrenze zu Thüringen.